# Antergos
Antergos (voorheen bekend als Cinnarch) was een Linuxdistributie gebaseerd op Arch Linux. De distributie maakt standaard gebruik van de GNOME 3 desktopomgeving, maar biedt ook mogelijkheden om Cinnamon, MATE, KDE Plasma 5, Xfce en Openbox te gebruiken als desktopomgeving. De distributie werd in juli van 2012 voor het eerst gepubliceerd als Cinnarch en vanaf mei 2013 stond het in de top 30 meest populaire distributies op DistroWatch. Op 21 mei 2019 werd het project stopgezet, door tijdsgebrek bij de vrijwillige ontwikkelaars.

## Geschiedenis en ontwikkeling
Dit project begon als Cinnarch en de desktopomgeving die door deze distributie gebruikt werd, was Cinnamon, een fork van de GNOME Shell ontwikkeld door de groep achter Linux Mint. In april 2013 verscheen de laatste versie van Cinnarch. Vanwege de moeilijkheden die optraden bij het onderhouden van Cinnamon in de pakketbronnen van Arch Linux werd de standaard desktopomgeving in deze versie veranderd naar GNOME. De distributie werd hernoemd naar Antergos en in mei 2013 verscheen voor het eerst een nieuwe versie onder deze naam.
Sinds versie 2014.05.26 werkt Antergos samen met het Numix Project om alle desktops van het Numix thema en de Numix pictogrammen te voorzien, inclusief het speciaal voor Antergos ontwikkelde Numix Frost thema.
Op 7 maart 2015 publiceerde Antergos een extra Minimal ISO waar geen volledige live desktopomgeving bij zat. Deze bevatte alleen onderdelen die nodig zijn voor het functioneren van het installatieprogramma, waardoor de totale bestandsgrootte afnam.

## Installatie
De website van Antergos Linux levert ISO images die op een cd of USB kunnen worden gezet. Antergos bevat het grafisch installatieprogramma Cnchi. Dit programma start op in een GNOME desktop, maar tijdens de installatie biedt het de gebruiker een keuze tussen de GNOME, Cinnamon, MATE, KDE Plasma 5, Xfce en Openbox desktopomgevingen. Een netwerkverbinding is vereist om te starten met de installatie en om automatisch Cnchi van de laatste versie te voorzien alvorens aan een installatie te beginnen.

## Pakketbeheer
Antergos is een zogenaamde rollende uitgave, wat zoveel betekent als het constant leveren van updates voor applicaties in plaats van het bundelen van alle updates in een nieuwe versie die apart gedownload en geïnstalleerd moet worden. Hiervoor maakt Antergos gebruik van de officiële pakketbronnen van Arch Linux en de Arch User Repositories (AUR), evenals een aantal eigen pakketbronnen. Het beheer van deze pakketbronnen gebeurt via Pacman, de pakketbeheerder ontwikkeld als onderdeel van Arch Linux. Antergos levert ook een grafische interface voor Pacman, genaamd Pamac.